# 岗王水库
岗王水库是中国安徽省滁州市定远县境内的一座水库，位于淮河支流池河上，建于1984年。水库正常库容为810万立方米，集雨面积为44平方千米，海拔为48.4米。